# ألفونسو موراليس
ألفونسو موراليس (بالإنجليزية: Alfonso Morales)‏ هو مبارز بالسيف أمريكي، ولد في 19 مايو 1937 في دوغلاس في الولايات المتحدة.

## وصلات خارجية
- ألفونسو موراليس على موقع أوليمبيديا (الإنجليزية)